# Survivor (BLUE ENCOUNTの曲)
「Survivor」（サバイバー）は、日本のロックバンドであるBLUE ENCOUNTの楽曲。ボーカル兼ギターの田邊駿一が作詞・作曲しており、BLUE ENCOUNTの4枚目のシングルとして、2016年3月9日にKi/oon Musicから発売された。

## 概要
表題曲はMBS・TBS系テレビアニメ『機動戦士ガンダム 鉄血のオルフェンズ』（以下『鉄血のオルフェンズ』）の第2オープニングテーマに起用されている。
販売形態は、DVD付きの初回生産限定盤（KSCL-2703〜4）、通常盤（KSCL-2705）、期間生産限定盤（KSCL-2706）の3種類。通常盤と初回生産限定盤のCDには表題曲に加えてカップリング曲「HOPE」が収録されている。期間生産限定盤には「HOPE」の代わりに「GO CRAZY」と「ANSWER」がガップリング曲として収められている。
DVDには、2016年1月にZepp Tokyoで開催されたワンマンツアー「BLUE ENCOUNT TOUR 2015-2016 『≒U』」の最終公演より「KICKASS」「LIVER」「はじまり」のライブ映像とドキュメンタリー映像「Making of 160117」が収録されている。
また、期間生産限定盤はジャケットが『鉄血のオルフェンズ』仕様となっており、三日月・オーガス、オルガ・イツカ、ガンダム・バルバトスが描かれたデザインになっている。

## プロモーション
2016年3月12日にはレコード発売の記念企画「Survivorる?」が行われた。イベント内容はTwitterで「#ブルエンサバイバー」というハッシュタグをつけた投稿が規定数を超えると都内某所でアコースティックライブを行うというもので、最終的な総ツイート数は5万を突破。ライブはスターライズタワーにて開催された。

## シングル収録内容

### 通常盤・初回生産限定盤
| 全作詞・作曲: 田邊駿一。 |              |          |            |      |
| #                        | タイトル     | 作詞     | 作曲・編曲 | 時間 |
| 1.                       | 「Survivor」 | 田邊駿一 | 田邊駿一   | 3:41 |
| 2.                       | 「HOPE」     | 田邊駿一 | 田邊駿一   | 2:52 |
| 合計時間:                | 合計時間:    | 6:33     |            |      |

| #  | タイトル             | 作詞 | 作曲・編曲 |
| -- | -------------------- | ---- | ---------- |
| 1. | 「KICKASS」          |      |            |
| 2. | 「LIVER」            |      |            |
| 3. | 「はじまり」         |      |            |
| 4. | 「Making of 160117」 |      |            |

### 期間生産限定盤
| 全作詞・作曲: 田邊駿一。 |                                      |          |            |      |
| #                        | タイトル                             | 作詞     | 作曲・編曲 | 時間 |
| 1.                       | 「Survivor」                         | 田邊駿一 | 田邊駿一   | 3:40 |
| 2.                       | 「GO CRAZY」                         | 田邊駿一 | 田邊駿一   | 3:25 |
| 3.                       | 「ANSWER」                           | 田邊駿一 | 田邊駿一   | 3:28 |
| 4.                       | 「Survivor」(TV size)                | 田邊駿一 | 田邊駿一   | 1:32 |
| 5.                       | 「Survivor」(Instrumental / TV size) | 田邊駿一 | 田邊駿一   | 1:30 |
| 合計時間:                | 合計時間:                            | 13:38    |            |      |

## チャート
| チャート                             | 最高 順位 | 出典   |
| ------------------------------------ | --------- | ------ |
| 日本・オリコン週間CDシングルチャート | 10        | [ 3 ]  |
| 日本・オリコン月間CDシングルチャート | 41        | [ 10 ] |
| Billboard Japan Hot 100              | 6         | [ 11 ] |
| Billboard Japan Hot Animation        | 1         | [ 12 ] |
| Billboard Japan Hot Singles Sales    | 10        | [ 13 ] |